# Marcos Ayala
Marcos Ayala (* 4. Februar 1971 in Mexiko-Stadt) ist ein ehemaliger mexikanischer Fußballspieler auf der Position eines Verteidigers und späterer Fußballtrainer.

## Laufbahn

### Vereinsspieler
Ayala spielte zwischen 1991 und 1995 für den Deportivo Toluca FC und anschließend für die UANL Tigres, mit denen er 1996 innerhalb von wenigen Wochen zunächst den mexikanischen Pokalwettbewerb gewann und anschließend aus der höchsten Spielklasse absteigen musste. Immerhin gelang als zweifacher Zweitligameister der sofortige Wiederaufstieg am Ende der Saison 1996/97. 
Auch mit seinen nächsten beiden Vereinsstationen Toros Neza und CD Irapuato erlebte Ayala je einmal den Abschied aus der höchsten Spielklasse, weil die Toros am Ende der Saison 1999/00 auf sportlichem Wege abstiegen und die Freseros sich aufgrund von finanziellen Problemen in der Winterpause 2001/02 aus der Liga zurückzogen. 

### Nationalspieler
Insgesamt sechsmal kam Ayala für „El Tri“ zum Einsatz. Sein Debüt im Dress der Nationalmannschaft absolvierte er in einem am 20. Oktober 1993 im Jack Murphy Stadium von San Diego ausgetragenen Testspiel gegen die Ukraine, das 2:1 gewonnen wurde. Die meisten Einsätze bestritt er im Zeitraum zwischen dem 11. Oktober und 6. Dezember 1995, als er in vier weiteren Testspielen eingesetzt wurde. Seinen Abschied aus der Nationalmannschaft bestritt Ayala erst sechs Jahre später am 14. November 2001 in einem Testspiel gegen Spanien, das im Estadio Colombino von Huelva 0:1 verloren wurde.

### Trainerlaufbahn
Nach seiner aktiven Karriere begann Ayala eine Laufbahn als Fußballtrainer, wo er in der Saison 2008/09 erste Erfahrungen im Trainerstab des ins Leben gerufenen Zweitligavereins Deportivo Guamúchil sammelte. Danach wechselte er in den Trainerstab des 2009 gegründeten Guerreros FC. 
Zwischen 2011 und 2015 war Ayala in verschiedenen Funktionen bei seinem ehemaligen Verein Deportivo Toluca im Einsatz, wo er zunächst im Trainerstab der Profimannschaft arbeitete und anschließend eigenverantwortlich für die U-20-Nachwuchsmannschaft verantwortlich war. 